# Strange Euphoria
Strange Euphoria es una caja recopilatoria de la banda estadounidense Heart. Contiene todo tipo de material inédito, además de los éxitos más reconocidos de la agrupación.

## Lista de canciones

### Disco Uno
1. "Through Eyes & Glass" (Ann Wilson, Nancy Wilson) por Ann Wilson & The Daybreaks
2. "Magic Man" (A. Wilson, N. Wilson) demo*
3. "How Deep It Goes" (A. Wilson) demo*
4. "Crazy on You" (A. Wilson, N. Wilson, Roger Fisher) demo*
5. "Dreamboat Annie (Fantasy Child) + Dreamboat Annie Reprise" (A. Wilson, N. Wilson) edit*
6. "Love Alive" (A. Wilson, N. Wilson, Fisher)
7. "Sylvan Song" (N. Wilson, Fisher)
8. "Dream Of The Archer" (A. Wilson, N. Wilson, Fisher)
9. "White Lightning & Wine" (A. Wilson, N. Wilson) live at the Aquarius*
10. "Barracuda" (A. Wilson, N. Wilson, Fisher, Michael DeRosier) live from BBC Radio Concert*
11. "Little Queen" (A. Wilson, N. Wilson, Fisher, Steve Fossen, Howard Leese, DeRosier)
12. "Kick It Out" (A. Wilson)
13. "Here Song" (A. Wilson) demo*
14. "Heartless" (A. Wilson, N. Wilson) demo*
15. "Dog & Butterfly" (A. Wilson, N. Wilson, Sue Ennis) acoustic demo*
16. "Straight On" (A. Wilson, N. Wilson, Ennis)
17. "Nada One" (A. Wilson, N. Wilson, Ennis)

### Disco Dos
1. "Bebe Le Strange" (A. Wilson, Ennis, N. Wilson, Fisher)
2. "Silver Wheels II" (N. Wilson)
3. "Even It Up" (A. Wilson, Ennis, N. Wilson)
4. "Sweet Darlin'" (A. Wilson)
5. "City's Burning" (A. Wilson, Ennis, N. Wilson) edit
6. "Angels" (A. Wilson, Ennis)
7. "Love Mistake" (N. Wilson)
8. "Lucky Day" (A. Wilson, N. Wilson, Lisa Dalbello) demo*
9. "Never" (Holly Knight, Greg Bloch, Connie) con John Paul Jones*
10. "These Dreams" (Martin Page, Bernie Taupin)
11. "Nobody Home" (A. Wilson, N. Wilson, Ennis)
12. "Alone" (Tom Kelly, Billy Steinberg)
13. "Wait For An Answer" (Dalbello)
14. "Unconditional Love" (A. Wilson, N. Wilson, Ennis) demo*
15. "High Romance" (N. Wilson, Ennis, A. Wilson) demo*
16. "Under The Sky" (A. Wilson, N. Wilson, Ennis) demo*
17. "Desire Walks On" (N. Wilson, Ennis, A. Wilson) "Beach demo" version*

### Disco Tres
1. "Kiss" (A. Wilson, Ennis, N. Wilson) por The Lovemongers
2. "Sand" (A. Wilson, N. Wilson, Ennis, Frank Cox) live
3. "Everything" (N. Wilson) live, by Nancy Wilson
4. "She Still Believes'" (A. Wilson, N. Wilson, Ennis) live*
5. "Any Woman's Blues" (A. Wilson, N. Wilson, Ennis) demo*
6. "Strange Euphoria" (A. Wilson, N. Wilson, Ennis)
7. "Boppy's Back" (A. Wilson, N. Wilson) demo*
8. "Friend Meets Friend" (A. Wilson, N. Wilson, Ennis) live*
9. "Love Or Madness" (A. Wilson, N. Wilson) live*
10. "Skin To Skin" (A. Wilson, N. Wilson)*
11. "Fallen Ones" (N. Wilson, A. Wilson, Craig Bartock)
12. "Enough" (Bartock, A. Wilson)
13. "Lost Angel" (N. Wilson) live*
14. "Little Problems, Little Lies" (Ben Mink, A. Wilson) por Ann Wilson
15. "Queen City" (A. Wilson, N. Wilson, Bartock, Mink)
16. "Hey You" (N. Wilson, Mink)
17. "Avalon (Reprise)" (A. Wilson, N. Wilson, K. Grindstaff)